# Margaretica
Margaretica er et epos, skrevet af Rasmus Glad, udgivet i 1573 i Frankfurt am Main. Eposset er inspireret af Æneiden fra antikken.
Det handler om slaget ved Falköping i 1389, hvor svenskerne blev besejret af Margrete 1.s styrker. Margrete 1. omtales blandt andet som ansvarsbevidst og at hun helst til undgå krig, mens den svenske konge blandt andet beskrives som tyrannisk og magtsyg. Det blev skrevet efter Syvårskrigen (1563-1570) og var et antisvensk smædeskrift, skrevet på latin. Eposset var en reaktion på en sverigeshistorie skrevet af Johannes Magnus i 1554, der kritiserer danskerne for at være listige, feje, upålidelige og magtbegærlige. Han var også utilfreds med den danske annektering af Skåne, Halland og Blekinge, der ifølge Magnus var svenske. Efter syvårskrigen blev de indbyrdes smædeskrifter forbudt, men alligevel blev Margaretica skrevet. Parterne pålagde også sig selv selvcensur.